# Southwood Acres, Connecticut
Southwood Acres är en ort (CDP) i Hartford County, i delstaten Connecticut, USA. Enligt United States Census Bureau har orten en folkmängd på 7 657 invånare (2010) och en landarea på 10,5 km².